# ألكسندر بريوفيتش
ألكسندر بريجوفيتش (بالسيريلية الصربية: Aleksandar Prijović) (و. 1990  م) هو لاعب كرة قدم، من صربيا، ولد في سانت غالن، شارك في كأس العالم لكرة القدم 2018، يلعب كمهاجم لعب سابقاً في نادي الاتحاد السعودي.

## روابط خارجية
- ألكسندر بريوفيتش على موقع الاتحاد الأوربي (الإنجليزية)
- ألكسندر بريوفيتش على موقع اتحاد تركيا (لاعب) (الإنجليزية)
- ألكسندر بريوفيتش على موقع قاعدة بيانات كرة القدم.إي يو (الإنجليزية)
- ألكسندر بريوفيتش على موقع ناشيونال فوتبول تيمز (الإنجليزية)
- ألكسندر بريوفيتش على موقع Soccerbase.com (لاعب) (الإنجليزية)
- ألكسندر بريوفيتش على موقع Soccerway.com (الإنجليزية)
- ألكسندر بريوفيتش على موقع عالم كرة القدم.نت (الإنجليزية)
- ألكسندر بريوفيتش على موقع AS.com (الإسبانية)